# English Woman's Journal
A English Woman's Journal (em português:  Revista da Mulher Inglesa) foi uma revista publicada pela Victoria Press em Londres entre 1858 e 1864.
Foi criada em 1858 por Barbara Bodichon e Bessie Rayner Parkes, entre outras, com Bodichon sendo a acionista majoritária. Samuel Courtauld foi também detentor de ações.  Matilda Mary Hays foi outra fundadora.
Foi concebido como um meio de comunicação para discutir questões sobre o emprego e relativas à igualdade das mulheres, em particular, o emprego industrial manual ou intelectual, a expansão das oportunidades de emprego, e a reforma de leis referentes aos sexos.
No grupo de escritores estavam: Emily Davies, que editou a Journal em 1863.  O Langham Place circle era o grupo de mulheres que pensavam da mesma forma e se reuniam no número 19 da Langham Place, o escritório do Journal; incluía também Helen Blackburn, Jessie Boucherett e Emily Faithfull.